# Nicholas Hynes
Pour les articles homonymes, voir Hynes.

a Compétitions nationales et continentales officielles uniquement.

b Matchs officiels uniquement.
Nicholas Hynes dit Nicho Hynes, né le 18 juin 1996 à Gosford (Australie), est un joueur australien de rugby à XIII évoluant au poste de demi de mêlée, de demi d'ouverture ou d'arrière dans les années 2010 et 2020.
Longtemps dans l'anti-chambre de la National Rugby League (« NRL »), il y fait ses débuts lors de la saison 2019 avec le Melbourne Storm. Se faisant petit à petit sa place, il remporte le titre de NRL en 2020 sans toutefois prendre part à la finale où Jahrome Hughes lui est préféré. En 2022, il décide de changer de club et rejoint les Cronulla-Sutherland Sharks. Cette saison 2022 est une réussite puisqu'il prend une part active dans les bons résultats du club et est désigné en fin de saison meilleur joueur et meilleur demi de mêlée de la NRL       .
Parallèlement, il côtoie la sélection d'Australie en 2023 pour disputer deux rencontres internationales contre la Nouvelle-Zélande. En sélection représentative, il intègre la sélection de Nouvelle-Galles du Sud en 2023 et remporte le State of Origin en 2024.

## Biographie
Nicholas Hynes a des origines wiradjuri (aborigène du centre de la Nouvelle-Galles du Sud) et écossaises.

## Palmarès
- Collectif :
  - Vainqueur du State of Origin : 2024 (Nouvelle-Galles du Sud).
  - Vainqueur du National Rugby League : 2020 (Melbourne).

- Individuel :
  - Élu meilleur joueur de la National Rugby League : 2022 (Cronulla-Sutherland).
  - Élu meilleur demi de mêlée de la National Rugby League : 2022 (Cronulla-Sutherland).

### Détails en club
| Saison | Saison              | Championnat | Championnat  | Championnat | Championnat | Championnat | Championnat | Championnat | State of Origin | State of Origin | State of Origin | State of Origin | State of Origin | State of Origin | State of Origin | Sélection | Sélection | Sélection | Sélection | Sélection | Sélection | Sélection |
| Saison | Saison              | Comp.       | Class.       | M           | Pts         | Ess.        | Buts        | Dp.         | Ed.             | Rés.            | M               | Pts             | Ess.            | Buts            | Dp.             | Compet.   | M         | Pts       | Ess.      | Buts      | Dp.       |           |
| ------ | ------------------- | ----------- | ------------ | ----------- | ----------- | ----------- | ----------- | ----------- | --------------- | --------------- | --------------- | --------------- | --------------- | --------------- | --------------- | --------- | --------- | --------- | --------- | --------- | --------- | --------- |
| 2019   | Melbourne           | NRL         | Finale prél. | 1           | -           | -           | -           | -           |                 |                 |                 |                 |                 |                 |                 |           |           |           |           |           |           |           |
| 2020   | Melbourne           | NRL         | Champion     | 11          | 20          | 3           | 4           | -           |                 |                 |                 |                 |                 |                 |                 |           |           |           |           |           |           |           |
| 2021   | Melbourne           | NRL         | Finale prél. | 24          | 144         | 7           | 58          | -           |                 |                 |                 |                 |                 |                 |                 |           |           |           |           |           |           |           |
| 2022   | Cronulla-Sutherland | NRL         | 2e tour      | 25          | 194         | 6           | 83          | -           |                 |                 |                 |                 |                 |                 |                 |           |           |           |           |           |           |           |
| 2023   | Cronulla-Sutherland | NRL         | 1er tour     | 21          | 187         | 5           | 83          | -           | 2023            | Perdant         | 1               | -               | -               | -               | -               |           | 2         | -         | -         | -         | -         |           |
| 2024   | Cronulla-Sutherland | NRL         | Finale prél. | 18          | 131         | 2           | 61          | -           | 2024            | Vainqueur       | 1               | 2               | -               | 1               | -               |           |           |           |           |           |           |           |
| 2025   | Cronulla-Sutherland | NRL         |              | 5           | 28          | 1           | 12          | -           |                 |                 |                 |                 |                 |                 |                 |           |           |           |           |           |           |           |